# Radoszki (Ognica)
Radoszki – śródleśna część wsi Ognica w województwie zachodniopomorskim, w powiecie gryfińskim, w gminie Widuchowa.
W latach 1975–1998 Radoszki administracyjnie należały do województwa szczecińskiego.